# アイルランド法改正委員会
アイルランド法改正委員会（アイルランドほうかいせいいいんかい、Law Reform Commission of Ireland）は、1975年の法改正委員会法の3(1)条に基づいて設立された機関。

## 活動
この委員会は、法律を分野別に調査し、改正または変更を提案する独立機関である。法改正委員会によってなされた勧告のほとんどは、立法機関を通じて採択されている。
ウェブサイトによると、提案の70%は改正法の制定を後押しした。また、ウェブサイトによると、委員会は現在、法改正の第3プログラムに取り組んでいる。